# Айла Фішер
Айла Ленг Фішер (англ. Isla Lang Fisher; нар. 3 лютого 1976 року, Маскат, Оман) — австралійська акторка та автор, найбільш відома роллю Ребекки Блумвуд у фільмі «Зізнання шопоголіка» 2009 року.
Знімалась в ролі Шеннон Рід у мильній опері «Вдома та в дорозі», в комедії «Непрохані гості» 2005 року (разом з акторами Вінсом Воном та Оуеном Вілсоном) і в фільмі «Зізнання шопоголіка».

## Біографія
Фішер, шотландка за походженням, народилась і до 9-місячного віку жила в Маскаті, в Омані, оскільки її батько перебував на особливій банковій посаді в ООН, але згодом її сім'я, де окрім Айли було ще четверо братів, переїхала в Перт, Австралія.
Її назвали в честь шотландського острова Айла, але після обряду переходу в юдаїзм, на чому наполягав її майбутній чоловік Саша Барон Коен, Айлі було присвоєно ім'я Аяла, що на івриті означає «олениха». У пари є спільна донька Олів, що народилася 19 жовтня 2007 року в Лос-Анджелесі, і ще одна донька, що народилася літом 2010 року, але її дата народження та ім'я не оголошувалися. В березні 2011 року стало відомо, що молодшу доньку звати Елула Лотті Міріам Коен.
У березні 2024 року Фішер та Барон Коен розлучилися.

## Кар'єра
У віці 9 років почала з'являтися в рекламі на австралійському телебаченні. Згодом знялась в серіалах: «Бей-Сіті» та «Райський пляж». У 18 років у співавторстві з матір'ю вона видала два підліткових романи, «Зачаровані» та «Спокушені популярністю». З 1994 до 1997 роках вона виконала роль Шеннон Рід в австралійському серіалі «Вдома та в дорозі».
У 1996 році вона виграла в номінації Найпопулярніша акторка премії Logie.
Пізніше Айла залишила серіали й вступила до L'École Internationale de Théâtre Jacques Lecoq, театру — школи мистецтв у Парижі, і продовжила з'являтися в пантомімі в Об'єднаному Королівстві.
Вона також здійснила тур із Дарреном Деєм під час мюзиклу Літні канікули й з'явилась в лондонській театральній постановці, Così.
У 2001 році зіграла роль Кім в німецькому фільмі жахів «Басейн».
У 2002 році зіграла роль Мері Джейн, дівчину Шеггі, у якої була алергія на собак в одній із версій фільму «Скубі-Ду». Їй довелося носити світлу перуку, тому що за сценарієм тільки у героїні Сари Мішель Геллар мало бути руде волосся.
Наступного року Айла зіграла роль Крісті в австралійській комедії «Wannabes». Як наслідок, у Фішер з'явився свій агент.
У 2005 році Айла отримала премію кіно MTV номінації «Прорив року» за роль у фільмі «Непрохані гості», де її колегами по цеху були такі актори, як Вінс Вон та Оуен Вілсон. Під час промоушинга «Непроханих гостей», вона була офіційно коронована як 1000-й гість в австралійському ток-шоу «Rove» 2 серпня 2005 року.
У 2006 році Айла виконала головну роль господині манхеттенської вечірки, Бекки, у романтичній драмі «Лондон» разом з акторами Джессікою Біл, Крісом Евансом та Джейсоном Стейтемом.
Також вона грала роль Кейті в романтичній комедії «Одружуся з першою-ліпшою» із Джейсоном Біггзом.
У 2007 році вона з'явилась у трилері «Обман», із Джозефом Гордоном-Левіттом та Метью Гудом.
2008 року зіграла головну роль у фільмі «Так, можливо».
Далі Фішер зіграла головну роль в адаптації книги «Таємничий світ шопоголіка», який вийшов на екрани 13 лютого 2009 року. В цьому фільмі Айла постала в образі випускниці коледжу, яка працює фінансовим журналістом в Нью-Йорку, щоби мати можливість хоч якось оплачувати свої численні кредити. Критики не дуже добре оцінили картину, але в результаті «Зізнання шопоголіка» відкрив 4 сходинку в хіт-параді найкращих прокатів та отримав $15 054 000 у свої перші вихідні. Айла, своєю чергою, отримала третю за рахунком премію Teen Choice.
У 2010 році Фішер знялась у головній ролі в чорній комедії «Руки-ноги за кохання».
В середині 2012 року на екрани вийшов фільм «Холостячки».
2013 року знялась у двох дуже успішних фільмах — «Великий Гетсбі» і «Ілюзія обману».
2016 року Фішер працювала у двох комедійних бойовиках — «Брати з Ґрімзбі», в якому вперше знімалася зі своїм чоловіком Сашою Бароном, та «Встигнути за Джонсами».
2020 року Айла Фішер знялась у головній ролі у фентезійному фільмі на різдвяну тему «Хрещена мати».

## Фільмографія
| Рік       | Назва                              | Роль            | Примітки                                                                                   |
| --------- | ---------------------------------- | --------------- | ------------------------------------------------------------------------------------------ |
| 1994-1997 | Додому і в дорогу                  | Shannon Reed    | Номінація на найкращу акторку австралійської телевізійної премії Логі (англ. Logie Award). |
| 1999      | Олівер Твіст                       | Бет             |                                                                                            |
| 2001      | Swimming Pool — Der Tod feiert mit | Кім             |                                                                                            |
| 2002      | Скубі-Ду                           | Мері Джейн      |                                                                                            |
| 2003      | Кримінальні шляхи                  | Кірсті          |                                                                                            |
| 2003      | Dallas 362                         | Руда            |                                                                                            |
| 2003      | Spyz                               | —               | Короткий фільм для шоу Алі Джи                                                             |
| 2004      | Змова                              | Гізер           |                                                                                            |
| 2005      | Непрохані гості                    | Глорія Клірі    |                                                                                            |
| 2005      | Лондон                             | Ребекка         |                                                                                            |
| 2007      | На сторожі                         | Лавлі           |                                                                                            |
| 2007      | Одружуся з першою-ліпшою           | Кеті            |                                                                                            |
| 2007      | Хот Род                            | Деніз           |                                                                                            |
| 2008      | Так, можливо                       | Ейпріл Гоффман  |                                                                                            |
| 2008      | Хортон                             | Доктор Мері     | озвучування                                                                                |
| 2009      | Зізнання шопоголіка                | Ребекка Блумвуд |                                                                                            |
| 2010      | Руки-ноги за кохання               | Джинні          |                                                                                            |
| 2011      | Ранго                              | Бобітта         | озвучування                                                                                |
| 2012      | Вартові легенд                     | Зубна фея       | озвучування                                                                                |
| 2012      | Холостячки                         | Кеті            |                                                                                            |
| 2013      | Великий Гетсбі                     | Міртл Вілсон    |                                                                                            |
| 2013      | Ілюзія обману                      | Генлі Рівз      |                                                                                            |
| 2013      | Вкради мою дружину                 | Мелоні          |                                                                                            |
| 2016      | Брати з Ґрімзбі                    | Маргарет        |                                                                                            |
| 2016      | Встигнути за Джонсами              | Карен Гарффні   |                                                                                            |
| 2017      | Ти квач!                           | Анна Маллой     |                                                                                            |
| 2019      | Пустопляс                          | Мінні           |                                                                                            |
| 2019      | Жадібність                         | Саманта         |                                                                                            |
| 2020      | Колишня з того світу               | Рут Кондомін    |                                                                                            |
| 2020      | Хрещена мати                       | Маккензі Волш   |                                                                                            |
| 2023      | Бродяги                            | Меггі           |                                                                                            |
| 2025      | Людопес                            | Сара Хатофф     | озвучування                                                                                |
| 2025      | Ілюзія обману 3                    | Генлі Рівз      |                                                                                            |
| 2025      | Бріджит Джонс: Закохана у хлопця   | Ребекка         |                                                                                            |
| 2025      | Джей Келлі                         |                 |                                                                                            |